# Zuiderpark Stadion
Zuiderpark Stadion – stadion piłkarski znajdujący się w Hadze, w Holandii. Oddany został do użytku w 1925. Swoje mecze na tym obiekcie rozgrywał zespół ADO Den Haag. Jego pojemność wynosi 11 000 miejsc.
W 2007 roku wysłużony Zuiderpark Stadion został zastąpiony przez nowoczesny Den Haag Stadion. 22 kwietnia 2007 ADO Den Haag rozegrał ostatnie spotkanie na tym obiekcie.